# Giennadij Obaturow
Giennadij Iwanowicz Obaturow, ros. Генна́дий Ива́нович Обату́ров (ur. 14 grudnia?/27 grudnia 1914 w guberni wiackiej, zm. 29 kwietnia 1996 w Moskwie) – radziecki wojskowy, generał armii (1979). 

## Życiorys
Jako ochotnik wstąpił do Armii Czerwonej w październiku 1935. Ukończył Orłowską Szkołę Broni Pancernych w 1938. W latach 1938–1939 pełnił służbę w 31 Pułku Zmechanizowanym 31 Dywizji Kawaleryjskiej Specjalnej Armii Dalekowschodniej. Był dowódcą plutonu, od grudnia 1938 instruktorem ogniowym pułku, od maja 1939 – zastępcą szefa sztabu pułku do spraw rozpoznania. We wrześniu 1939 oddelegowany do Wojskowej Akademii Mechanizacji i Motoryzacji im. Stalina, którą ukończył we wrześniu 1941. Razem z akademią został ewakuowany do Taszkentu i wyznaczony na młodszego wykładowcę katedry taktyki. 
Od maja 1942 na froncie. Był zastępcą Szefa Sztabu 160 Brygady Pancernej do spraw operacyjnych. W szeregach 11 Korpusu Pancernego brał udział w bitwach obronnych na Froncie Briańskim. Niecały miesiąc po przybyciu na front poprowadził atak czołgów w miejsce poległego dowódcy jednostki. Czołg Obaturowa został trafiony w bitwie 11 lipca, on sam został ciężko ranny i poparzony w płonącym czołgu. Przez ponad trzy miesiące był leczony w szpitalu w Kemerowie.
We wrześniu 1942 został mianowany szefem sztabu 239 Brygady Pancernej w ramach 11 Armii Frontu Północno-Zachodniego, a w październiku 1942 zastępcą dowódcy pułku czołgów w tej brygadzie. Uczestniczył w bitwach z wrogim ugrupowaniem pod Diemianskiem, w tym w drugiej diemiańskiej operacji ofensywnej w 1943 roku. W okolicach Diemianska został dwukrotnie ranny, m.in. 17 lutego 1943 tak ciężko, że spędził w szpitalu prawie osiem miesięcy.
Po wyleczeniu został wysłany na południowy odcinek frontu radziecko-niemieckiego. Od października 1943 jako szef sztabu 13 Gwardyjskiej Brygady Zmechanizowanej 4 Korpusu Zmechanizowanego walczył na Frontach Południowym, 3 Ukraińskim i 2 Ukraińskim. Wyróżnił się w melitopolskiej operacji ofensywnej (tam został ranny po raz czwarty 17 października 1943), w operacji nikopolsko-krzyworoskiej, w operacji berezniegowato-snigirowskiej. 13 marca 1944, po śmierci pułkownika Nikodima Szczerbakowa, objął dowództwo tej samej 13 Gwardyjskiej Brygady Zmechanizowanej, a 17 marca 1944 został po raz piąty ranny. Po wyzdrowieniu brał udział w operacji jasko-kiszyniowskiej jako szef sztabu brygady.
Jesienią 1944 ponownie pełnił funkcję dowódcy tej brygady, na jej czele brał udział w operacjach ofensywnych w Belgradzie i Budapeszcie. Szlak bojowy ukończył na Słowacji.
W ciągu trzech lat walk otrzymał siedem orderów oraz Medal „Za zasługi bojowe”.

### Kariera powojenna
W okresie lipiec – wrzesień 1945 r. dowodził 37 Pułkiem Czołgów 15 Gwardyjskiej Brygady Zmechanizowanej, a następnie samodzielnym batalionem czołgów 15 Pułku Zmechanizowanego 4 Gwardyjskiej Dywizji Zmechanizowanej. Od grudnia 1945 do czerwca 1950 był dowódcą 13 Gwardyjskiego Pułku Zmechanizowanego 19 Dywizji Zmechanizowanej w Południowej Grupie Wojsk. W 1952 ukończył Wyższą Akademię Wojskową im. K. E. Woroszyłowa, we wrześniu 1952 został mianowany dowódcą 33 Gwardyjskiej Dywizji Zmechanizowanej. Dywizja ta była częścią Samodzielnej Armii Zmechanizowanej i stacjonowała w rumuńskim mieście Timisoara, niedaleko granicy z Węgrami. W 1954 mianowany generałem dywizji wojsk pancernych.
Tuż po wybuchu powstania węgierskiego jego dywizja została zaalarmowana i otrzymała rozkaz przekroczenia granicy węgierskiej, marszu do Budapesztu i pilnowania głównych obiektów państwowych. Pod koniec 24 października 1956 do Budapesztu wkroczyły zaawansowane siły dywizji pod jego dowództwem. Nie została mu przedstawiona sytuacja w mieście, nie było ani jednego planu miasta w oddziałach dywizji, a oficerowie znający miasto nie zostali przydzieleni. Oddziały wchodzące do miasta były atakowane z różnych stron, oddzielone od siebie i w tych warunkach poniosły straty. Obaturow samodzielnie zdecydował się przerwać misję bojową, nakazując jednostkom podjęcie wszechstronnej obrony. W ciężkich walkach ulicznych udało mu się przywrócić kontakt ze swoimi oddziałami. Następnie, w porozumieniu z rządem Imre Nagya, radzieckie dowództwo wycofało swoje wojska z Budapesztu, jednak kilka dni później wydało rozkaz szturmu na miasto. W tej operacji dywizja Obaturowa uczestniczyła w pełnym składzie. W trakcie walk dywizja straciła ponad 150 osób (zabitych), 13 czołgów, 1 samobieżna wyrzutnia artyleryjska i 9 transporterów opancerzonych zostało bezpowrotnie zniszczonych. Dowódca dywizji został odznaczony Orderem Suworowa. W tym samym roku dywizja stała się częścią nowo utworzonej Południowej Grupy Wojsk.
W 1957 ukończył Wyższe Kursy Akademickie przy Wojskowej Akademii Sztabu Generalnego. Od maja 1958 r. dowodził 12 Korpusem Armijnym Północnokaukaskiego Okręgu Wojskowego, który szkolił się w działaniach bojowych w górach i był rozmieszczony w Północnoosetyjskiej ASRR, Kabardyno-Bałkańskiej ASRR, Czeczeńsko-Inguszeńskiej ASRR; później na obszarze Krasnodaru i Adygei.
W maju 1960 został mianowany dowódcą 6 Gwardyjskiej Armii Pancernej w ramach Kijowskiego Okręgu Wojskowego. Mianowany generałem porucznikiem wojsk pancernych w 1963. Od lipca 1966 zastępca dowódcy Północnokaukaskiego Okręgu Wojskowego. Od maja 1968 zastępca dowódcy Karpackiego Okręgu Wojskowego. W sierpniu tego samego roku znaczna część jednostek wojskowych okręgu została wprowadzona na terytorium Czechosłowacji. Za pomyślne przeprowadzenie operacji został odznaczony Orderem Czerwonej Gwiazdy.
Od lipca 1969 p.o. dowódcy, a od stycznia 1970 dowódca Karpackiego Okręgu Wojskowego. Od sierpnia 1973 r. pierwszy zastępca Głównego Inspektora Ministerstwa Obrony ZSRR.
W styczniu 1979 został wysłany do Wietnamu jako główny doradca wojskowy Ministerstwa Obrony Narodowej Socjalistycznej Republiki Wietnamu. Stopień wojskowy generała armii został mu przyznany dekretem Prezydium Rady Najwyższej ZSRR z 19 lutego 1979. Wkrótce po jego przybyciu do Wietnamu wojska chińskie przekroczyły północną granicę Wietnamu i rozpoczęła się wojna chińsko-wietnamska. Na czele grupy operacyjnej Obaturow natychmiast trafił do strefy walk i, zdaniem uczestników tamtych wydarzeń, miał ogromny wpływ na wietnamskie dowództwo i kierownictwo polityczne w kierowaniu operacjami wojskowymi. Odegrał dużą rolę w zatrzymaniu chińskiej ofensywy już na terenach przygranicznych przy dużych stratach napastników. Do końca marca 1979 Chiny wycofały swoje wojska ze wszystkich obszarów Wietnamu. W kolejnych latach, oprócz pomocy w przezbrojeniu i reorganizacji Sił Zbrojnych Wietnamu, był zaangażowany w tworzenie Sił Zbrojnych Laosu i Kampuczy (Kambodży).
Od grudnia 1982 komendant Wojskowej Akademii im. Frunzego. Od sierpnia 1985 inspektor wojskowy – doradca Grupy Generalnych Inspektorów Ministerstwa Obrony ZSRR. Od stycznia 1992 na emeryturze.
Mieszkał w Moskwie. Napisał wspomnienia z okresu II wojny światowej, które jednak nie zostały opublikowane za jego życia (ich tekst jest obecnie zamieszczony na stronie General of the Obatur Army. Archiwalny egzemplarz z dnia 21 czerwca 2018 na Wayback Machine). Ponadto w różnych latach swojego życia prowadził dziennik, zawierający osobiste oceny najważniejszych wydarzeń, w których brał udział, a także opisy wielu największych dowódców wojskowych (pamiętnik publikowany jest na tej samej stronie). Drukowane wersje książki i pamiętnika nie zostały do tej pory wydane (2022). 
Był deputowanym (z obwodu chmielnickiego) do Rady Związku Rady Najwyższej ZSRR VIII kadencji (1970–1974), deputowanym (z obwodu dniepropietrowskiego) do Rady Najwyższej Ukraińskiej SRR VI kadencji (1963–1967). Członek KPZR od 1940, był członkiem Komitetu Centralnego Komunistycznej Partii Ukrainy w latach 1960–1970.
Został pochowany na cmentarzu Trojekurowskim.